# رابرت اندیپ تامبه
رابرت اندیپ تامبه (انگلیسی: Robert Ndip Tambe؛ زادهٔ ۲۲ فوریهٔ ۱۹۹۴) بازیکن فوتبال اهل کامرون است.
از باشگاه‌هایی که در آن بازی کرده است می‌توان به باشگاه فوتبال اسپارتاک ترناوا، باشگاه ورزشی آدانا دمیرسپور، باشگاه فوتبال شریف تیراسپول، و باشگاه فوتبال سی‌اف‌آر کلوژ اشاره کرد.
وی همچنین در تیم ملی فوتبال کامرون بازی کرده است.